# Ion Iancu (medic)
Ion Iancu (n. 9 noiembrie 1902, Liești, Galați – d. 17 mai 1992, Iași) a fost un medic chirurg român, profesor de anatomie la Facultatea de Medicină din Iași.

## Biografie
Ion Iancu a fost absolvent al liceului „Petru și Pavel” din Ploiești; în 1923 devine bursier prin concurs al Facultății de Medicină din Iași. Devine asistent la Laboratorul de Anatomie Topografică în 1930 și parcurge toate gradele didactice, ajungând profesor de anatomie.
În anii 1931-1932 este trimis ca bursier al Facultății de Medicină din Iași pentru a studia urologia la Spitalul Necker din Paris. La Paris a fost ales președinte al Asociației Medicilor Români, calitate în care a organizat o serie de ședințe științifice.
În timpul celui de-al Doilea Război Mondial a lucrat ca medic primar și șef al secției chirurgicale a Spitalului 8 Campanie, fiind decorat cu ordinul „Regina Maria”.
Întors de pe front în 1944, Prof. Dr. Doc. Ion Iancu trece la reconstrucția și reorganizarea Catedrei de Anatomie. Pentru prima dată în istoria Catedrei editează cursuri litografiate cuprinzând toată anatomia umană.
A fost membru a numeroase societăți științifice românești și străine (Uniunea Medicală Balcanică, Societatea Română de Chirurgie, Societatea Franceză de Urologie, etc.). Din cele peste 300 de lucrări rămân ca piese de referință cele privind structura peretelui posterior al trunchiului, a coloanei vertebrale, teaca psoasului.
Profesorul Ion Iancu a creat o valoroasă școală de anatomie, printre urmașii lui remarcându-se profesorii Gheorghe Adomnicăi, Ion Petrovanu, Mircea Chiriac, Gheorghe Frasin, care la rândul lor au continuat tradiția profesorului Iancu, fundamentând o școală de anatomie ieșeană bine cotată pe plan național și internațional.

## In memoriam
În semn de recunoștință Institutul de Anatomie Iași al Facultății de Medicină din Iași îi poartă numele.